# 世界銀行グループ総裁
世界銀行グループ総裁（せかいぎんこうグループそうさい、President of the World Bank Group）は、世界銀行グループの代表者である。総裁は、世界銀行グループの取締役会の議長を務め、世界銀行グループの全体的な管理を行う。従来、世界銀行グループ総裁は、世界銀行グループの筆頭株主であるアメリカ合衆国が指名するアメリカ人が務めてきた。指名された人物は、理事会の承認を経て任命される。任期は5年で、再任は可能である。歴代の世界銀行グループ総裁の多くは経済の分野で活躍してきた人物であるが、そうではない人物も一部にはいる。
前任のデイヴィッド・マルパスの任期中辞任のため、2023年5月3日にアジェイ・バンガ（元マスターカードCEO）の着任が決定。任期は2023年6月2日から5年間。

## 歴代の世界銀行グループ総裁の一覧
凡例
| #  | 肖像 | 氏名                                | 任期      | 国籍                      | 経歴                                                                                                   | 備考                                                                        |
| -- | ---- | ----------------------------------- | --------- | ------------------------- | --- | --------------------------------------------------------------------------- |
| 1  |      | ユージン・マイヤー                  | 1946      | アメリカ                  | 連邦準備制度理事会議長 連邦準備制度理事会理事 『ワシントン・ポスト』発行人                             | 初代総裁                                                                    |
| 2  |      | ジョン・J・マクロイ                 | 1947–1949 | アメリカ                  | 法律家 アメリカ合衆国陸軍次官補                                                                        | 初の軍歴を持つ総裁                                                          |
| 3  |      | ユージン・R・ブラック・シニア       | 1949–1963 | アメリカ                  | チェース・マンハッタン銀行執行役員 世界銀行業務執行取締役                                              |                                                                             |
| 4  |      | ジョージ・D・ウッズ                 | 1963–1968 | アメリカ                  | ファースト・ボストン役員                                                                               |                                                                             |
| 5  |      | ロバート・マクナマラ                | 1968–1981 | アメリカ                  | アメリカ合衆国国防長官 フォード・モーター役員                                                          |                                                                             |
| 6  |      | オールデン・W・クローゼン           | 1981–1986 | アメリカ                  | 法律家 バンク・オブ・アメリカ総裁・CEO                                                                 |                                                                             |
| 7  |      | バーバー・コナブル                  | 1986–1991 | アメリカ                  | ニューヨーク州上院議員 アメリカ合衆国下院議員                                                          |                                                                             |
| 8  |      | ルイス・T・プレストン               | 1991–1995 | アメリカ                  | JPモルガン役員                                                                                         |                                                                             |
| 9  |      | ジェームズ・ウォルフェンソン        | 1995–2005 | オーストラリア · アメリカ | 企業役員 銀行家                                                                                        | 初のアメリカ合衆国出身でない総裁 初のオーストラリア出身の総裁               |
| 10 |      | ポール・ウォルフォウィッツ          | 2005–2007 | アメリカ                  | アメリカ合衆国政策企画本部長 アメリカ合衆国国防副長官 アメリカ合衆国国務次官補（東アジア・太平洋担当） |                                                                             |
| 11 |      | ロバート・ゼーリック                | 2007–2012 | アメリカ                  | ゴールドマン・サックス役員 アメリカ合衆国国務副長官 アメリカ合衆国通商代表                             |                                                                             |
| 12 |      | ジム・ヨン・キム                    | 2012–2019 | 韓国 · アメリカ           | 医師、人類学者 ダートマス大学学長                                                                      | 初のアジア出身の総裁 初の韓国出身の総裁                                     |
| –  |      | クリスタリナ・ゲオルギエバ （代理） | 2019      | ブルガリア                | 世界銀行役員 欧州委員会予算・人事担当委員 欧州委員会国際協力担当委員 欧州委員会危機管理担当委員        | 初の女性総裁 初の総裁代理 初のヨーロッパ出身の総裁 初のブルガリア出身の総裁 |
| 13 |      | デイヴィッド・マルパス              | 2019–2023 | アメリカ                  | アメリカ合衆国国際担当財務次官 ベアー・スターンズ チーフ・エコノミスト                                 |                                                                             |
| 14 |      | アジェイ・バンガ                    | 2023–     | アメリカ                  | ゼネラル・アトランティック副会長 マスターカード前社長兼CEO                                             |                                                                             |